# Японско-минская торговля

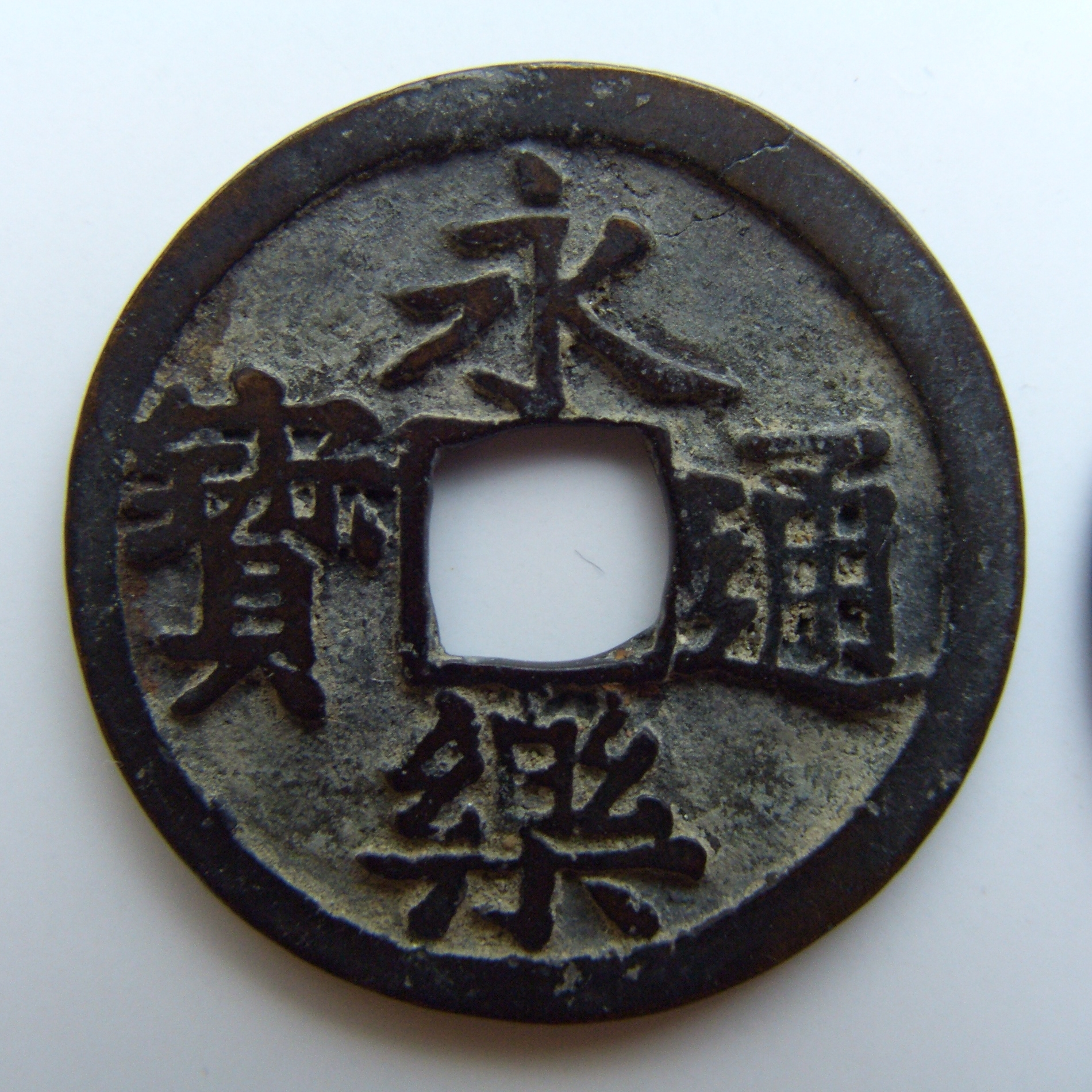
Монеты, импортируемые японцами из Китая.

Японская торговля с Династией Мин (яп. 日明貿易 Нити-мин бо:эки) или Торговля на основе подтверждённых лицензий (яп. 勘合貿易 Канго: бо:эки, 1404—1547) — торговля между Японией и Китаем в начале XV — середине XVI века. Осуществлялась исключительно на государственном уровне из-за политики китаецентризма и запрета частной международной торговли китайской династией Мин. Во время торговли использовались изданные китайцами официальные документы, удостоверяющие государственный статус японской делегации, что позволяло торговать ей с Китаем.
 (яп. )

## Краткие сведения

Один из Конго(勘合)
Один из Конго(勘合)

В 1401 году японский сёгун Асикага Ёсимицу отправил в китайскую империю Мин делегацию во главе с послом монахом Соа (яп. 祖阿) и вице-послом купцом Коимицу с целью установить межгосударственные отношения и начать торговлю. Делегация преподнесла китайскому императору 1000 Рё золота, 10 лошадей и вернула нескольких китайских чиновников, которые находились в плену японских пиратов. В следующем году она вернулась домой с посланием от императора Мин.
В 1403 году сёгун отправил второе посольство к Мин во главе с Кэнтю Кэймицу, монахом монастыря Тэнрюдзи. Посольство вернулось в Японию через год, привезя с собой китайскую дипломатическую делегацию. Последняя преподнесла сёгуну Ёсимицу золотую «печать вана Японии», в знак зависимости его от китайского императора, и торговые удостоверения для будущих торговых делегаций из Японии. Таким образом между Японией и Мин были установлены межгосударственные отношения. К 1410 году японцы ежегодно отправляли торговые корабли в Китай, а китайцы — в Японию.
В период правления сёгуна Асикаги Ёсимоти все отношения с Мин были разорваны на 20 лет, однако их восстановил его преемник, сёгун Ёсинори. В 1432 году Япония отправила в Мин посольство в составе 5 кораблей, во главе с натурализованным китайцем, монахом Рюсицу Доэном. В следующем году, по возвращении посольства домой вместе с ним прибыла китайская делегация с 5 торговыми судами, которая привезла сёгуну торговую лицензию. Это было последнее минское посольство в Японии.
Организацией отправки японских торговых кораблей в Мин занимался сёгунат или его доверенные юридические лица: властители из самурайских родов Ямана, Оути, Хосокава, Сиба и буддистских монастырей Тэнрюдзи, Сёкокудзи, Дайдзёин. Прибыль от торговли была настолько большой, что количество кораблей, торговцев и товаров на экспорт постоянно росло. В частности, в 1434 году Япония отправила к китайцам 6 кораблей, а в 1451 году — 9 кораблей. Японско-минская торговля способствовала вывозу многих ресурсов и культурного достояния Китая, поэтому династия Мин установила ограничения на количество японских торговых делегаций, по которому японцы имели право прибывать с данью 1 раз в 10 лет числом не более 300 человек на 3 судах. Согласно этому ограничению 7 последующих японских посольств отправлялись из Японии на кораблях сёгуната, происходили из родов Хосокава и Оути. Эти два рода вели постоянную борьбу за контроль над доходами и даже прибегали к вооружённым столкновениям на китайской территории, как, например, во время инцидента в порту Нинбо в 1523 году. Последнее посольство Японии в Мин было отправлено родом Оути в 1547 году в составе 4 кораблей.
Груз японских кораблей, которые плавали в Мин, делился на три категории товаров:
1. дань китайскому императору от «вана Японии», то есть сёгуна;
2. подарки китайскому императору и высоким сановникам от глав японского посольства;
3. товары на продажу.

В качестве дани императору высылались лошади, сера, агат, японские мечи, копья и т. д. От императора сёгун получал в подарок шёлковые ткани, серебро и медные монеты. Подношения послов китайским чиновникам были аналогичными сёгунским дарам. Основную массу товаров составляли товары третьей категории, собранные влиятельными японскими владельцами и монастырями. Эти товары продавались официально как от имени государства, так и частным образом, от имени собственника. Официальные рынки находились в Пекине. Японцы экспортировали серу, древесину, медь, оружие и веера, а импортировали шёлковые ткани и нити, монеты, фарфоровую посуду, канцелярские товары, лекарства и сахар. Цены на японские товары были фиксированными, что давало возможность японцам получать стабильную прибыль. Однако на конец XV века объёмы официальной торговли сократились по требованию минской стороны, а цены были сильно снижены, что вызвало недовольство японцев, которые иногда забирали привезённые на продажу товары с собой. Официальные ограничения на импорт в Китай японских мечей и серы способствовали развитию частной японско-китайской торговли. Центрами этой торговли были портовый город Нинбо, Пекин, а также населённые пункты на пути между этими городами. С китайской стороны торговлей занимались только лицензированные государством местные купцы. Список товаров, которыми торговали японцы частно, был таким же, как и во время официальной государственной торговли. Наибольшую прибыль японцам приносила покупка шёлка, который продавался в Японии в 20 раз дороже, чем в Китае. В среднем один японский корабль получал 10—20 тысяч кан чистой прибыли от одной поездки в Китай.